# Gribshunden
Gribshunden var et stort dansk orlogsskib fra 1487 til 1495. Det var kendt som Griffen, Gribshund Gripshunden, Gripshund, Griff, Griffen og Griffone fra flere krøniker.
Det var flagskib for kong Hans af Danmark (konge 1481–1513). Gribshunden sank i Østersøen ud for kysten ved Ronneby i Blekinge i 1495 pga. brand ombord. Skibet er et af de bedst bevarede skibsvrag fra senmiddelalderen.

## Historie
Skibet bliver nævnt første gang i et brev af 16. maj 1486, hvor kong Hans af Danmark skrev "in navi nostra Griffone" (latin: "på vores skib Griffen". Gribshunden og dets mange navne findes på den danske flådes lister over skibe fra 1487 til 1495.
I sommeren 1495 satte kong Hans sejl mod Kalmar i Sverige for at forhandle med Sten Sture den ældre, der truede med at trække Sverige ud af Kalmarunionen. Som flagskib for den danske flåde var Gribshunden et symbol på den militære magt, som skulle hjælpe til at afskrække svenskerne fra uafhængighed.
På vej mod Kalmar kastede han anker i Østersøen i en naturhavn ud for Ronneby, hvor der udbrød en eksplosionsagtig brand på Gribshunden. Begivenheden er beskrevet i den samtidige svenske krønike Sturekrönikan og i to tyske krøniker: Reimar Kochs Lübeckkrønike og Caspar Weinreichs Danzigkrønike. Kong Hans var ikke ombord på skibet, da det brændte. Ifølge besætningsmedlemmet Tyge Krabbe var en stor del af mandskabet på 150 ombord, og de døde, da skibet sank. Efter at kong Hans havde mistet Gribshunden, var han tvunget til at opgive sin færd til Kalmar. Det gjorde, at Kalmarunionen var i et limbo i de kommende to år til slaget ved Rotebro i september 1497, hvor unionen blev sikret af Hans' sejr over Sten Sture.

## Vraget
I 1970'erne opdagede en lokal dykkerklub skibsvraget på 10 m vand i den sydsøstlige del af Østersøen nord for Stora Ekö, der ligger i Blekinge skärgård ud for Ronneby. Uden at vide, hvor vigtigt et vrag de havde fundet, blev arkæologer ikke gjort opmærksom på det før år 2000. De første arkæologiske undersøgelser foregik i 2001 og 2002. I 2013 identificerede arkæologerne skibet som Gribshunden gennem dendrokronologiske prøver fra skibets tømmer, som viste, at det kom fra egetræer fældet i vinteren 1482-1483.
Træskibet er forbløffende godt bevaret og er blandt de bedst bevarede skibe fra senmiddelalderen. At vraget er relativt frit for ormeangreb skyldes vandets lave saltindhold.
Skibet er bemærkelsesværdigt i sin konstruktion, da det er kravelbygget som det ældste fund i de nordiske områder, hvor klinkbygning ellers var den mest udbredte teknik til skibsskrog. Undersøgelser af vraget viser, at det har haft længde på 35 m og en bredde på 7,5 m. Kølen ligger nordøst-sydvest.
Blandt de arkæologiske genstande, der er bjærget fra vraget, er ringbrynje, knogler, tønder, glas og et gangspil. Skibsvraget er fortsat udstyret med kanoner støbt i jern, og der er 11 pladser til dem.
I august 2015 var skibet genstand for international medieopmærksomhed, da en næsten fuldstændigt bevaret galionsfigur blev bjærget fra stævnen. Den vejede omkring 250 kg og forestiller et mytisk væsen. Som skibets navn, Gribshunden, indikerer er den kimæreagtige galionsfigur et hunde- eller drageagtigt søuhyre med løveører, der fortærer et menneske med sin krokodilleagtige mund.